# Weiterstadt
Weiterstadt település Németországban, Hessen tartományban. Lakosainak száma 26 291 fő (2023. december 31.). Weiterstadt Mörfelden-Walldorf, Erzhausen, Darmstadt, Griesheim és Büttelborn községekkel határos.

## Népesség
A település népességének változása:
| Lakosok száma | 25 843 | 25 975 | 25 942 | 26 322 | 26 291 |
|               | 2017   | 2019   | 2021   | 2022   | 2023   |